# منتخب اليابان لكرة القاعدة
منتخب اليابان الوطني لكرة القاعدة هو الفريق الذي يمثل اليابان في المنافسات الدولية لرياضة كرة القاعدة يعتبر من أقوى منتخبات العالم في هذه الرياضة حيث تمكن من احتلال مركز الوصيف مرتين بكأس العالم لكرة القاعدة وإحتل المركز الأول في التصنيف العالمي لمنتخبات كرة القاعدة الوطنية  ويقوم إتحاد اليابان لكرة القاعدة بإدارة شؤونه.